# Saint-Étienne-de-Saint-Geoirs
 Saint-Étienne-de-Saint-Geoirs  es una población y comuna francesa, en la región de Auvernia-Ródano-Alpes, departamento de Isère, en el distrito de Grenoble y cantón de Saint-Étienne-de-Saint-Geoirs.

## Demografía
| 1231 | 1209 | 1606 | 1909 | 2164 | 2240 | 2575 |
| Para los censos de 1962 a 1999 la población legal corresponde a la población sin duplicidades (Fuente: INSEE [Consultar]) |      |      |      |      |      |      |